# 毛利季光
毛利 季光（もうり すえみつ）は、鎌倉時代前期の武士。鎌倉幕府の御家人。大江広元の四男。

## 生涯
建仁2年（1202年）、大江広元の四男として誕生。
3代将軍・源実朝に仕え、鶴岡八幡社参行列では前駆に加わった。実朝の死後出家し、入道西阿と称した。
承久3年（1221年）、承久の乱が起こると、北条泰時に従って後鳥羽上皇と呼応する勢力と戦い、美濃国の木曽川の突破戦や、山城国の宇治川・淀川の突破戦で武名をあげた。この功によって、安芸国吉田荘や越後国佐橋荘の地頭職を与えられた。
天福元年（1233年）、時の執権泰時から関東評定衆に任命される。
寛元4年（1246年）、藤原頼経・頼嗣父子を自邸に迎え、当時将軍職を継承したばかりの頼嗣の甲冑着初式を行うという栄誉を得る。
宝治元年（1247年）6月5日、北条氏執権派と対立した妻の実家三浦氏方に付き、敗北（宝治合戦）。鎌倉法華堂で息子の広光・光正・泰光・師雄らと共に自刃した。合戦の直前、季光は将軍御所に向かおうとしたが、妻の「兄泰村を見捨てることは、武士のすることではない」との言葉で三浦陣営に付いたという。
毛利一族はこれによって大半が果ててしまったが、越後国にいた四男の経光の家系だけが唯一残ったとされ、この経光の子孫から戦国時代に吉田荘の国人領主から一躍西国の覇者となる毛利元就が出る。
なお、季光の娘は宝治合戦を執権として指揮した北条時頼の正室となっていたが、戦後に離別している。時頼の子・北条時宗の母である葛西殿は季光の娘とする系図が一部にあるが、複数の確かな史料では時宗の母は継室の北条重時の娘であることが認められるため、季光の娘とする説は否定されている。

## 家系
本姓は学者の家系大江氏である。従って元は武士の家系ではない。父の広元は源頼朝に招かれて都から鎌倉へ下り、幕府創業に尽力した。季光は父の所領のうち相模国毛利荘（毛利庄とも、現在の厚木市）を相続し、毛利氏の祖となる。正式な名乗りは大江 季光（）だが、領した荘の名から毛利 季光と名乗った。この名乗りからもわかる通り、公家である父親と違って、武士として東国に土着したのである。

## 関連作品
- 『北条時宗』（2001年、NHK大河ドラマ、演：高橋英樹）